# Defensa Damiano
La defensa Damiano és una obertura d'escacs que es caracteritza pels moviments:
1. 1. e4 e5
2. 2. Cf3 f6?

Aquesta defensa és una de les obertures més antigues, amb partides documentades que es remunten al segle xvi.
El codi ECO per la defensa Damiano és C40 (obertura de cavall de rei).
|  |

## 3.d4 i 3.Ac4
El moviment negre 2...f6? és feble, i exposa el rei negre, afebleix el flanc de rei, i pren al seu cavall la seva millor casella. Els moviments 3.d4 i 3.Ac4 són bones respostes; I.A. Horowitz va escriure que "Simple i potent és 3.Ac4 d6 4.d4 Cc6 5.c3, després del qual les negres estan malament."

## 3.Cxe5
|   | a | b | c | d | e | f | g | h |   |
| 8 | a8 negres torre · b8 negres cavall · c8 negres alfil · d8 negres dama · f8 negres alfil · g8 negres cavall · h8 negres torre · a7 negres peó · b7 negres peó · c7 negres peó · g7 negres peó · g6 negres rei · h6 negres peó · d5 blanques alfil · e5 blanques dama · e4 blanques peó · h4 blanques peó · a2 blanques peó · b2 blanques peó · c2 blanques peó · d2 blanques peó · f2 blanques peó · g2 blanques peó · a1 blanques torre · b1 blanques cavall · c1 blanques alfil · e1 blanques rei · h1 blanques torre | a8 negres torre · b8 negres cavall · c8 negres alfil · d8 negres dama · f8 negres alfil · g8 negres cavall · h8 negres torre · a7 negres peó · b7 negres peó · c7 negres peó · g7 negres peó · g6 negres rei · h6 negres peó · d5 blanques alfil · e5 blanques dama · e4 blanques peó · h4 blanques peó · a2 blanques peó · b2 blanques peó · c2 blanques peó · d2 blanques peó · f2 blanques peó · g2 blanques peó · a1 blanques torre · b1 blanques cavall · c1 blanques alfil · e1 blanques rei · h1 blanques torre | a8 negres torre · b8 negres cavall · c8 negres alfil · d8 negres dama · f8 negres alfil · g8 negres cavall · h8 negres torre · a7 negres peó · b7 negres peó · c7 negres peó · g7 negres peó · g6 negres rei · h6 negres peó · d5 blanques alfil · e5 blanques dama · e4 blanques peó · h4 blanques peó · a2 blanques peó · b2 blanques peó · c2 blanques peó · d2 blanques peó · f2 blanques peó · g2 blanques peó · a1 blanques torre · b1 blanques cavall · c1 blanques alfil · e1 blanques rei · h1 blanques torre | a8 negres torre · b8 negres cavall · c8 negres alfil · d8 negres dama · f8 negres alfil · g8 negres cavall · h8 negres torre · a7 negres peó · b7 negres peó · c7 negres peó · g7 negres peó · g6 negres rei · h6 negres peó · d5 blanques alfil · e5 blanques dama · e4 blanques peó · h4 blanques peó · a2 blanques peó · b2 blanques peó · c2 blanques peó · d2 blanques peó · f2 blanques peó · g2 blanques peó · a1 blanques torre · b1 blanques cavall · c1 blanques alfil · e1 blanques rei · h1 blanques torre | a8 negres torre · b8 negres cavall · c8 negres alfil · d8 negres dama · f8 negres alfil · g8 negres cavall · h8 negres torre · a7 negres peó · b7 negres peó · c7 negres peó · g7 negres peó · g6 negres rei · h6 negres peó · d5 blanques alfil · e5 blanques dama · e4 blanques peó · h4 blanques peó · a2 blanques peó · b2 blanques peó · c2 blanques peó · d2 blanques peó · f2 blanques peó · g2 blanques peó · a1 blanques torre · b1 blanques cavall · c1 blanques alfil · e1 blanques rei · h1 blanques torre | a8 negres torre · b8 negres cavall · c8 negres alfil · d8 negres dama · f8 negres alfil · g8 negres cavall · h8 negres torre · a7 negres peó · b7 negres peó · c7 negres peó · g7 negres peó · g6 negres rei · h6 negres peó · d5 blanques alfil · e5 blanques dama · e4 blanques peó · h4 blanques peó · a2 blanques peó · b2 blanques peó · c2 blanques peó · d2 blanques peó · f2 blanques peó · g2 blanques peó · a1 blanques torre · b1 blanques cavall · c1 blanques alfil · e1 blanques rei · h1 blanques torre | a8 negres torre · b8 negres cavall · c8 negres alfil · d8 negres dama · f8 negres alfil · g8 negres cavall · h8 negres torre · a7 negres peó · b7 negres peó · c7 negres peó · g7 negres peó · g6 negres rei · h6 negres peó · d5 blanques alfil · e5 blanques dama · e4 blanques peó · h4 blanques peó · a2 blanques peó · b2 blanques peó · c2 blanques peó · d2 blanques peó · f2 blanques peó · g2 blanques peó · a1 blanques torre · b1 blanques cavall · c1 blanques alfil · e1 blanques rei · h1 blanques torre | a8 negres torre · b8 negres cavall · c8 negres alfil · d8 negres dama · f8 negres alfil · g8 negres cavall · h8 negres torre · a7 negres peó · b7 negres peó · c7 negres peó · g7 negres peó · g6 negres rei · h6 negres peó · d5 blanques alfil · e5 blanques dama · e4 blanques peó · h4 blanques peó · a2 blanques peó · b2 blanques peó · c2 blanques peó · d2 blanques peó · f2 blanques peó · g2 blanques peó · a1 blanques torre · b1 blanques cavall · c1 blanques alfil · e1 blanques rei · h1 blanques torre | 8 |
| 7 | a8 negres torre · b8 negres cavall · c8 negres alfil · d8 negres dama · f8 negres alfil · g8 negres cavall · h8 negres torre · a7 negres peó · b7 negres peó · c7 negres peó · g7 negres peó · g6 negres rei · h6 negres peó · d5 blanques alfil · e5 blanques dama · e4 blanques peó · h4 blanques peó · a2 blanques peó · b2 blanques peó · c2 blanques peó · d2 blanques peó · f2 blanques peó · g2 blanques peó · a1 blanques torre · b1 blanques cavall · c1 blanques alfil · e1 blanques rei · h1 blanques torre | a8 negres torre · b8 negres cavall · c8 negres alfil · d8 negres dama · f8 negres alfil · g8 negres cavall · h8 negres torre · a7 negres peó · b7 negres peó · c7 negres peó · g7 negres peó · g6 negres rei · h6 negres peó · d5 blanques alfil · e5 blanques dama · e4 blanques peó · h4 blanques peó · a2 blanques peó · b2 blanques peó · c2 blanques peó · d2 blanques peó · f2 blanques peó · g2 blanques peó · a1 blanques torre · b1 blanques cavall · c1 blanques alfil · e1 blanques rei · h1 blanques torre | a8 negres torre · b8 negres cavall · c8 negres alfil · d8 negres dama · f8 negres alfil · g8 negres cavall · h8 negres torre · a7 negres peó · b7 negres peó · c7 negres peó · g7 negres peó · g6 negres rei · h6 negres peó · d5 blanques alfil · e5 blanques dama · e4 blanques peó · h4 blanques peó · a2 blanques peó · b2 blanques peó · c2 blanques peó · d2 blanques peó · f2 blanques peó · g2 blanques peó · a1 blanques torre · b1 blanques cavall · c1 blanques alfil · e1 blanques rei · h1 blanques torre | a8 negres torre · b8 negres cavall · c8 negres alfil · d8 negres dama · f8 negres alfil · g8 negres cavall · h8 negres torre · a7 negres peó · b7 negres peó · c7 negres peó · g7 negres peó · g6 negres rei · h6 negres peó · d5 blanques alfil · e5 blanques dama · e4 blanques peó · h4 blanques peó · a2 blanques peó · b2 blanques peó · c2 blanques peó · d2 blanques peó · f2 blanques peó · g2 blanques peó · a1 blanques torre · b1 blanques cavall · c1 blanques alfil · e1 blanques rei · h1 blanques torre | a8 negres torre · b8 negres cavall · c8 negres alfil · d8 negres dama · f8 negres alfil · g8 negres cavall · h8 negres torre · a7 negres peó · b7 negres peó · c7 negres peó · g7 negres peó · g6 negres rei · h6 negres peó · d5 blanques alfil · e5 blanques dama · e4 blanques peó · h4 blanques peó · a2 blanques peó · b2 blanques peó · c2 blanques peó · d2 blanques peó · f2 blanques peó · g2 blanques peó · a1 blanques torre · b1 blanques cavall · c1 blanques alfil · e1 blanques rei · h1 blanques torre | a8 negres torre · b8 negres cavall · c8 negres alfil · d8 negres dama · f8 negres alfil · g8 negres cavall · h8 negres torre · a7 negres peó · b7 negres peó · c7 negres peó · g7 negres peó · g6 negres rei · h6 negres peó · d5 blanques alfil · e5 blanques dama · e4 blanques peó · h4 blanques peó · a2 blanques peó · b2 blanques peó · c2 blanques peó · d2 blanques peó · f2 blanques peó · g2 blanques peó · a1 blanques torre · b1 blanques cavall · c1 blanques alfil · e1 blanques rei · h1 blanques torre | a8 negres torre · b8 negres cavall · c8 negres alfil · d8 negres dama · f8 negres alfil · g8 negres cavall · h8 negres torre · a7 negres peó · b7 negres peó · c7 negres peó · g7 negres peó · g6 negres rei · h6 negres peó · d5 blanques alfil · e5 blanques dama · e4 blanques peó · h4 blanques peó · a2 blanques peó · b2 blanques peó · c2 blanques peó · d2 blanques peó · f2 blanques peó · g2 blanques peó · a1 blanques torre · b1 blanques cavall · c1 blanques alfil · e1 blanques rei · h1 blanques torre | a8 negres torre · b8 negres cavall · c8 negres alfil · d8 negres dama · f8 negres alfil · g8 negres cavall · h8 negres torre · a7 negres peó · b7 negres peó · c7 negres peó · g7 negres peó · g6 negres rei · h6 negres peó · d5 blanques alfil · e5 blanques dama · e4 blanques peó · h4 blanques peó · a2 blanques peó · b2 blanques peó · c2 blanques peó · d2 blanques peó · f2 blanques peó · g2 blanques peó · a1 blanques torre · b1 blanques cavall · c1 blanques alfil · e1 blanques rei · h1 blanques torre | 7 |
| 6 | a8 negres torre · b8 negres cavall · c8 negres alfil · d8 negres dama · f8 negres alfil · g8 negres cavall · h8 negres torre · a7 negres peó · b7 negres peó · c7 negres peó · g7 negres peó · g6 negres rei · h6 negres peó · d5 blanques alfil · e5 blanques dama · e4 blanques peó · h4 blanques peó · a2 blanques peó · b2 blanques peó · c2 blanques peó · d2 blanques peó · f2 blanques peó · g2 blanques peó · a1 blanques torre · b1 blanques cavall · c1 blanques alfil · e1 blanques rei · h1 blanques torre | a8 negres torre · b8 negres cavall · c8 negres alfil · d8 negres dama · f8 negres alfil · g8 negres cavall · h8 negres torre · a7 negres peó · b7 negres peó · c7 negres peó · g7 negres peó · g6 negres rei · h6 negres peó · d5 blanques alfil · e5 blanques dama · e4 blanques peó · h4 blanques peó · a2 blanques peó · b2 blanques peó · c2 blanques peó · d2 blanques peó · f2 blanques peó · g2 blanques peó · a1 blanques torre · b1 blanques cavall · c1 blanques alfil · e1 blanques rei · h1 blanques torre | a8 negres torre · b8 negres cavall · c8 negres alfil · d8 negres dama · f8 negres alfil · g8 negres cavall · h8 negres torre · a7 negres peó · b7 negres peó · c7 negres peó · g7 negres peó · g6 negres rei · h6 negres peó · d5 blanques alfil · e5 blanques dama · e4 blanques peó · h4 blanques peó · a2 blanques peó · b2 blanques peó · c2 blanques peó · d2 blanques peó · f2 blanques peó · g2 blanques peó · a1 blanques torre · b1 blanques cavall · c1 blanques alfil · e1 blanques rei · h1 blanques torre | a8 negres torre · b8 negres cavall · c8 negres alfil · d8 negres dama · f8 negres alfil · g8 negres cavall · h8 negres torre · a7 negres peó · b7 negres peó · c7 negres peó · g7 negres peó · g6 negres rei · h6 negres peó · d5 blanques alfil · e5 blanques dama · e4 blanques peó · h4 blanques peó · a2 blanques peó · b2 blanques peó · c2 blanques peó · d2 blanques peó · f2 blanques peó · g2 blanques peó · a1 blanques torre · b1 blanques cavall · c1 blanques alfil · e1 blanques rei · h1 blanques torre | a8 negres torre · b8 negres cavall · c8 negres alfil · d8 negres dama · f8 negres alfil · g8 negres cavall · h8 negres torre · a7 negres peó · b7 negres peó · c7 negres peó · g7 negres peó · g6 negres rei · h6 negres peó · d5 blanques alfil · e5 blanques dama · e4 blanques peó · h4 blanques peó · a2 blanques peó · b2 blanques peó · c2 blanques peó · d2 blanques peó · f2 blanques peó · g2 blanques peó · a1 blanques torre · b1 blanques cavall · c1 blanques alfil · e1 blanques rei · h1 blanques torre | a8 negres torre · b8 negres cavall · c8 negres alfil · d8 negres dama · f8 negres alfil · g8 negres cavall · h8 negres torre · a7 negres peó · b7 negres peó · c7 negres peó · g7 negres peó · g6 negres rei · h6 negres peó · d5 blanques alfil · e5 blanques dama · e4 blanques peó · h4 blanques peó · a2 blanques peó · b2 blanques peó · c2 blanques peó · d2 blanques peó · f2 blanques peó · g2 blanques peó · a1 blanques torre · b1 blanques cavall · c1 blanques alfil · e1 blanques rei · h1 blanques torre | a8 negres torre · b8 negres cavall · c8 negres alfil · d8 negres dama · f8 negres alfil · g8 negres cavall · h8 negres torre · a7 negres peó · b7 negres peó · c7 negres peó · g7 negres peó · g6 negres rei · h6 negres peó · d5 blanques alfil · e5 blanques dama · e4 blanques peó · h4 blanques peó · a2 blanques peó · b2 blanques peó · c2 blanques peó · d2 blanques peó · f2 blanques peó · g2 blanques peó · a1 blanques torre · b1 blanques cavall · c1 blanques alfil · e1 blanques rei · h1 blanques torre | a8 negres torre · b8 negres cavall · c8 negres alfil · d8 negres dama · f8 negres alfil · g8 negres cavall · h8 negres torre · a7 negres peó · b7 negres peó · c7 negres peó · g7 negres peó · g6 negres rei · h6 negres peó · d5 blanques alfil · e5 blanques dama · e4 blanques peó · h4 blanques peó · a2 blanques peó · b2 blanques peó · c2 blanques peó · d2 blanques peó · f2 blanques peó · g2 blanques peó · a1 blanques torre · b1 blanques cavall · c1 blanques alfil · e1 blanques rei · h1 blanques torre | 6 |
| 5 | a8 negres torre · b8 negres cavall · c8 negres alfil · d8 negres dama · f8 negres alfil · g8 negres cavall · h8 negres torre · a7 negres peó · b7 negres peó · c7 negres peó · g7 negres peó · g6 negres rei · h6 negres peó · d5 blanques alfil · e5 blanques dama · e4 blanques peó · h4 blanques peó · a2 blanques peó · b2 blanques peó · c2 blanques peó · d2 blanques peó · f2 blanques peó · g2 blanques peó · a1 blanques torre · b1 blanques cavall · c1 blanques alfil · e1 blanques rei · h1 blanques torre | a8 negres torre · b8 negres cavall · c8 negres alfil · d8 negres dama · f8 negres alfil · g8 negres cavall · h8 negres torre · a7 negres peó · b7 negres peó · c7 negres peó · g7 negres peó · g6 negres rei · h6 negres peó · d5 blanques alfil · e5 blanques dama · e4 blanques peó · h4 blanques peó · a2 blanques peó · b2 blanques peó · c2 blanques peó · d2 blanques peó · f2 blanques peó · g2 blanques peó · a1 blanques torre · b1 blanques cavall · c1 blanques alfil · e1 blanques rei · h1 blanques torre | a8 negres torre · b8 negres cavall · c8 negres alfil · d8 negres dama · f8 negres alfil · g8 negres cavall · h8 negres torre · a7 negres peó · b7 negres peó · c7 negres peó · g7 negres peó · g6 negres rei · h6 negres peó · d5 blanques alfil · e5 blanques dama · e4 blanques peó · h4 blanques peó · a2 blanques peó · b2 blanques peó · c2 blanques peó · d2 blanques peó · f2 blanques peó · g2 blanques peó · a1 blanques torre · b1 blanques cavall · c1 blanques alfil · e1 blanques rei · h1 blanques torre | a8 negres torre · b8 negres cavall · c8 negres alfil · d8 negres dama · f8 negres alfil · g8 negres cavall · h8 negres torre · a7 negres peó · b7 negres peó · c7 negres peó · g7 negres peó · g6 negres rei · h6 negres peó · d5 blanques alfil · e5 blanques dama · e4 blanques peó · h4 blanques peó · a2 blanques peó · b2 blanques peó · c2 blanques peó · d2 blanques peó · f2 blanques peó · g2 blanques peó · a1 blanques torre · b1 blanques cavall · c1 blanques alfil · e1 blanques rei · h1 blanques torre | a8 negres torre · b8 negres cavall · c8 negres alfil · d8 negres dama · f8 negres alfil · g8 negres cavall · h8 negres torre · a7 negres peó · b7 negres peó · c7 negres peó · g7 negres peó · g6 negres rei · h6 negres peó · d5 blanques alfil · e5 blanques dama · e4 blanques peó · h4 blanques peó · a2 blanques peó · b2 blanques peó · c2 blanques peó · d2 blanques peó · f2 blanques peó · g2 blanques peó · a1 blanques torre · b1 blanques cavall · c1 blanques alfil · e1 blanques rei · h1 blanques torre | a8 negres torre · b8 negres cavall · c8 negres alfil · d8 negres dama · f8 negres alfil · g8 negres cavall · h8 negres torre · a7 negres peó · b7 negres peó · c7 negres peó · g7 negres peó · g6 negres rei · h6 negres peó · d5 blanques alfil · e5 blanques dama · e4 blanques peó · h4 blanques peó · a2 blanques peó · b2 blanques peó · c2 blanques peó · d2 blanques peó · f2 blanques peó · g2 blanques peó · a1 blanques torre · b1 blanques cavall · c1 blanques alfil · e1 blanques rei · h1 blanques torre | a8 negres torre · b8 negres cavall · c8 negres alfil · d8 negres dama · f8 negres alfil · g8 negres cavall · h8 negres torre · a7 negres peó · b7 negres peó · c7 negres peó · g7 negres peó · g6 negres rei · h6 negres peó · d5 blanques alfil · e5 blanques dama · e4 blanques peó · h4 blanques peó · a2 blanques peó · b2 blanques peó · c2 blanques peó · d2 blanques peó · f2 blanques peó · g2 blanques peó · a1 blanques torre · b1 blanques cavall · c1 blanques alfil · e1 blanques rei · h1 blanques torre | a8 negres torre · b8 negres cavall · c8 negres alfil · d8 negres dama · f8 negres alfil · g8 negres cavall · h8 negres torre · a7 negres peó · b7 negres peó · c7 negres peó · g7 negres peó · g6 negres rei · h6 negres peó · d5 blanques alfil · e5 blanques dama · e4 blanques peó · h4 blanques peó · a2 blanques peó · b2 blanques peó · c2 blanques peó · d2 blanques peó · f2 blanques peó · g2 blanques peó · a1 blanques torre · b1 blanques cavall · c1 blanques alfil · e1 blanques rei · h1 blanques torre | 5 |
| 4 | a8 negres torre · b8 negres cavall · c8 negres alfil · d8 negres dama · f8 negres alfil · g8 negres cavall · h8 negres torre · a7 negres peó · b7 negres peó · c7 negres peó · g7 negres peó · g6 negres rei · h6 negres peó · d5 blanques alfil · e5 blanques dama · e4 blanques peó · h4 blanques peó · a2 blanques peó · b2 blanques peó · c2 blanques peó · d2 blanques peó · f2 blanques peó · g2 blanques peó · a1 blanques torre · b1 blanques cavall · c1 blanques alfil · e1 blanques rei · h1 blanques torre | a8 negres torre · b8 negres cavall · c8 negres alfil · d8 negres dama · f8 negres alfil · g8 negres cavall · h8 negres torre · a7 negres peó · b7 negres peó · c7 negres peó · g7 negres peó · g6 negres rei · h6 negres peó · d5 blanques alfil · e5 blanques dama · e4 blanques peó · h4 blanques peó · a2 blanques peó · b2 blanques peó · c2 blanques peó · d2 blanques peó · f2 blanques peó · g2 blanques peó · a1 blanques torre · b1 blanques cavall · c1 blanques alfil · e1 blanques rei · h1 blanques torre | a8 negres torre · b8 negres cavall · c8 negres alfil · d8 negres dama · f8 negres alfil · g8 negres cavall · h8 negres torre · a7 negres peó · b7 negres peó · c7 negres peó · g7 negres peó · g6 negres rei · h6 negres peó · d5 blanques alfil · e5 blanques dama · e4 blanques peó · h4 blanques peó · a2 blanques peó · b2 blanques peó · c2 blanques peó · d2 blanques peó · f2 blanques peó · g2 blanques peó · a1 blanques torre · b1 blanques cavall · c1 blanques alfil · e1 blanques rei · h1 blanques torre | a8 negres torre · b8 negres cavall · c8 negres alfil · d8 negres dama · f8 negres alfil · g8 negres cavall · h8 negres torre · a7 negres peó · b7 negres peó · c7 negres peó · g7 negres peó · g6 negres rei · h6 negres peó · d5 blanques alfil · e5 blanques dama · e4 blanques peó · h4 blanques peó · a2 blanques peó · b2 blanques peó · c2 blanques peó · d2 blanques peó · f2 blanques peó · g2 blanques peó · a1 blanques torre · b1 blanques cavall · c1 blanques alfil · e1 blanques rei · h1 blanques torre | a8 negres torre · b8 negres cavall · c8 negres alfil · d8 negres dama · f8 negres alfil · g8 negres cavall · h8 negres torre · a7 negres peó · b7 negres peó · c7 negres peó · g7 negres peó · g6 negres rei · h6 negres peó · d5 blanques alfil · e5 blanques dama · e4 blanques peó · h4 blanques peó · a2 blanques peó · b2 blanques peó · c2 blanques peó · d2 blanques peó · f2 blanques peó · g2 blanques peó · a1 blanques torre · b1 blanques cavall · c1 blanques alfil · e1 blanques rei · h1 blanques torre | a8 negres torre · b8 negres cavall · c8 negres alfil · d8 negres dama · f8 negres alfil · g8 negres cavall · h8 negres torre · a7 negres peó · b7 negres peó · c7 negres peó · g7 negres peó · g6 negres rei · h6 negres peó · d5 blanques alfil · e5 blanques dama · e4 blanques peó · h4 blanques peó · a2 blanques peó · b2 blanques peó · c2 blanques peó · d2 blanques peó · f2 blanques peó · g2 blanques peó · a1 blanques torre · b1 blanques cavall · c1 blanques alfil · e1 blanques rei · h1 blanques torre | a8 negres torre · b8 negres cavall · c8 negres alfil · d8 negres dama · f8 negres alfil · g8 negres cavall · h8 negres torre · a7 negres peó · b7 negres peó · c7 negres peó · g7 negres peó · g6 negres rei · h6 negres peó · d5 blanques alfil · e5 blanques dama · e4 blanques peó · h4 blanques peó · a2 blanques peó · b2 blanques peó · c2 blanques peó · d2 blanques peó · f2 blanques peó · g2 blanques peó · a1 blanques torre · b1 blanques cavall · c1 blanques alfil · e1 blanques rei · h1 blanques torre | a8 negres torre · b8 negres cavall · c8 negres alfil · d8 negres dama · f8 negres alfil · g8 negres cavall · h8 negres torre · a7 negres peó · b7 negres peó · c7 negres peó · g7 negres peó · g6 negres rei · h6 negres peó · d5 blanques alfil · e5 blanques dama · e4 blanques peó · h4 blanques peó · a2 blanques peó · b2 blanques peó · c2 blanques peó · d2 blanques peó · f2 blanques peó · g2 blanques peó · a1 blanques torre · b1 blanques cavall · c1 blanques alfil · e1 blanques rei · h1 blanques torre | 4 |
| 3 | a8 negres torre · b8 negres cavall · c8 negres alfil · d8 negres dama · f8 negres alfil · g8 negres cavall · h8 negres torre · a7 negres peó · b7 negres peó · c7 negres peó · g7 negres peó · g6 negres rei · h6 negres peó · d5 blanques alfil · e5 blanques dama · e4 blanques peó · h4 blanques peó · a2 blanques peó · b2 blanques peó · c2 blanques peó · d2 blanques peó · f2 blanques peó · g2 blanques peó · a1 blanques torre · b1 blanques cavall · c1 blanques alfil · e1 blanques rei · h1 blanques torre | a8 negres torre · b8 negres cavall · c8 negres alfil · d8 negres dama · f8 negres alfil · g8 negres cavall · h8 negres torre · a7 negres peó · b7 negres peó · c7 negres peó · g7 negres peó · g6 negres rei · h6 negres peó · d5 blanques alfil · e5 blanques dama · e4 blanques peó · h4 blanques peó · a2 blanques peó · b2 blanques peó · c2 blanques peó · d2 blanques peó · f2 blanques peó · g2 blanques peó · a1 blanques torre · b1 blanques cavall · c1 blanques alfil · e1 blanques rei · h1 blanques torre | a8 negres torre · b8 negres cavall · c8 negres alfil · d8 negres dama · f8 negres alfil · g8 negres cavall · h8 negres torre · a7 negres peó · b7 negres peó · c7 negres peó · g7 negres peó · g6 negres rei · h6 negres peó · d5 blanques alfil · e5 blanques dama · e4 blanques peó · h4 blanques peó · a2 blanques peó · b2 blanques peó · c2 blanques peó · d2 blanques peó · f2 blanques peó · g2 blanques peó · a1 blanques torre · b1 blanques cavall · c1 blanques alfil · e1 blanques rei · h1 blanques torre | a8 negres torre · b8 negres cavall · c8 negres alfil · d8 negres dama · f8 negres alfil · g8 negres cavall · h8 negres torre · a7 negres peó · b7 negres peó · c7 negres peó · g7 negres peó · g6 negres rei · h6 negres peó · d5 blanques alfil · e5 blanques dama · e4 blanques peó · h4 blanques peó · a2 blanques peó · b2 blanques peó · c2 blanques peó · d2 blanques peó · f2 blanques peó · g2 blanques peó · a1 blanques torre · b1 blanques cavall · c1 blanques alfil · e1 blanques rei · h1 blanques torre | a8 negres torre · b8 negres cavall · c8 negres alfil · d8 negres dama · f8 negres alfil · g8 negres cavall · h8 negres torre · a7 negres peó · b7 negres peó · c7 negres peó · g7 negres peó · g6 negres rei · h6 negres peó · d5 blanques alfil · e5 blanques dama · e4 blanques peó · h4 blanques peó · a2 blanques peó · b2 blanques peó · c2 blanques peó · d2 blanques peó · f2 blanques peó · g2 blanques peó · a1 blanques torre · b1 blanques cavall · c1 blanques alfil · e1 blanques rei · h1 blanques torre | a8 negres torre · b8 negres cavall · c8 negres alfil · d8 negres dama · f8 negres alfil · g8 negres cavall · h8 negres torre · a7 negres peó · b7 negres peó · c7 negres peó · g7 negres peó · g6 negres rei · h6 negres peó · d5 blanques alfil · e5 blanques dama · e4 blanques peó · h4 blanques peó · a2 blanques peó · b2 blanques peó · c2 blanques peó · d2 blanques peó · f2 blanques peó · g2 blanques peó · a1 blanques torre · b1 blanques cavall · c1 blanques alfil · e1 blanques rei · h1 blanques torre | a8 negres torre · b8 negres cavall · c8 negres alfil · d8 negres dama · f8 negres alfil · g8 negres cavall · h8 negres torre · a7 negres peó · b7 negres peó · c7 negres peó · g7 negres peó · g6 negres rei · h6 negres peó · d5 blanques alfil · e5 blanques dama · e4 blanques peó · h4 blanques peó · a2 blanques peó · b2 blanques peó · c2 blanques peó · d2 blanques peó · f2 blanques peó · g2 blanques peó · a1 blanques torre · b1 blanques cavall · c1 blanques alfil · e1 blanques rei · h1 blanques torre | a8 negres torre · b8 negres cavall · c8 negres alfil · d8 negres dama · f8 negres alfil · g8 negres cavall · h8 negres torre · a7 negres peó · b7 negres peó · c7 negres peó · g7 negres peó · g6 negres rei · h6 negres peó · d5 blanques alfil · e5 blanques dama · e4 blanques peó · h4 blanques peó · a2 blanques peó · b2 blanques peó · c2 blanques peó · d2 blanques peó · f2 blanques peó · g2 blanques peó · a1 blanques torre · b1 blanques cavall · c1 blanques alfil · e1 blanques rei · h1 blanques torre | 3 |
| 2 | a8 negres torre · b8 negres cavall · c8 negres alfil · d8 negres dama · f8 negres alfil · g8 negres cavall · h8 negres torre · a7 negres peó · b7 negres peó · c7 negres peó · g7 negres peó · g6 negres rei · h6 negres peó · d5 blanques alfil · e5 blanques dama · e4 blanques peó · h4 blanques peó · a2 blanques peó · b2 blanques peó · c2 blanques peó · d2 blanques peó · f2 blanques peó · g2 blanques peó · a1 blanques torre · b1 blanques cavall · c1 blanques alfil · e1 blanques rei · h1 blanques torre | a8 negres torre · b8 negres cavall · c8 negres alfil · d8 negres dama · f8 negres alfil · g8 negres cavall · h8 negres torre · a7 negres peó · b7 negres peó · c7 negres peó · g7 negres peó · g6 negres rei · h6 negres peó · d5 blanques alfil · e5 blanques dama · e4 blanques peó · h4 blanques peó · a2 blanques peó · b2 blanques peó · c2 blanques peó · d2 blanques peó · f2 blanques peó · g2 blanques peó · a1 blanques torre · b1 blanques cavall · c1 blanques alfil · e1 blanques rei · h1 blanques torre | a8 negres torre · b8 negres cavall · c8 negres alfil · d8 negres dama · f8 negres alfil · g8 negres cavall · h8 negres torre · a7 negres peó · b7 negres peó · c7 negres peó · g7 negres peó · g6 negres rei · h6 negres peó · d5 blanques alfil · e5 blanques dama · e4 blanques peó · h4 blanques peó · a2 blanques peó · b2 blanques peó · c2 blanques peó · d2 blanques peó · f2 blanques peó · g2 blanques peó · a1 blanques torre · b1 blanques cavall · c1 blanques alfil · e1 blanques rei · h1 blanques torre | a8 negres torre · b8 negres cavall · c8 negres alfil · d8 negres dama · f8 negres alfil · g8 negres cavall · h8 negres torre · a7 negres peó · b7 negres peó · c7 negres peó · g7 negres peó · g6 negres rei · h6 negres peó · d5 blanques alfil · e5 blanques dama · e4 blanques peó · h4 blanques peó · a2 blanques peó · b2 blanques peó · c2 blanques peó · d2 blanques peó · f2 blanques peó · g2 blanques peó · a1 blanques torre · b1 blanques cavall · c1 blanques alfil · e1 blanques rei · h1 blanques torre | a8 negres torre · b8 negres cavall · c8 negres alfil · d8 negres dama · f8 negres alfil · g8 negres cavall · h8 negres torre · a7 negres peó · b7 negres peó · c7 negres peó · g7 negres peó · g6 negres rei · h6 negres peó · d5 blanques alfil · e5 blanques dama · e4 blanques peó · h4 blanques peó · a2 blanques peó · b2 blanques peó · c2 blanques peó · d2 blanques peó · f2 blanques peó · g2 blanques peó · a1 blanques torre · b1 blanques cavall · c1 blanques alfil · e1 blanques rei · h1 blanques torre | a8 negres torre · b8 negres cavall · c8 negres alfil · d8 negres dama · f8 negres alfil · g8 negres cavall · h8 negres torre · a7 negres peó · b7 negres peó · c7 negres peó · g7 negres peó · g6 negres rei · h6 negres peó · d5 blanques alfil · e5 blanques dama · e4 blanques peó · h4 blanques peó · a2 blanques peó · b2 blanques peó · c2 blanques peó · d2 blanques peó · f2 blanques peó · g2 blanques peó · a1 blanques torre · b1 blanques cavall · c1 blanques alfil · e1 blanques rei · h1 blanques torre | a8 negres torre · b8 negres cavall · c8 negres alfil · d8 negres dama · f8 negres alfil · g8 negres cavall · h8 negres torre · a7 negres peó · b7 negres peó · c7 negres peó · g7 negres peó · g6 negres rei · h6 negres peó · d5 blanques alfil · e5 blanques dama · e4 blanques peó · h4 blanques peó · a2 blanques peó · b2 blanques peó · c2 blanques peó · d2 blanques peó · f2 blanques peó · g2 blanques peó · a1 blanques torre · b1 blanques cavall · c1 blanques alfil · e1 blanques rei · h1 blanques torre | a8 negres torre · b8 negres cavall · c8 negres alfil · d8 negres dama · f8 negres alfil · g8 negres cavall · h8 negres torre · a7 negres peó · b7 negres peó · c7 negres peó · g7 negres peó · g6 negres rei · h6 negres peó · d5 blanques alfil · e5 blanques dama · e4 blanques peó · h4 blanques peó · a2 blanques peó · b2 blanques peó · c2 blanques peó · d2 blanques peó · f2 blanques peó · g2 blanques peó · a1 blanques torre · b1 blanques cavall · c1 blanques alfil · e1 blanques rei · h1 blanques torre | 2 |
| 1 | a8 negres torre · b8 negres cavall · c8 negres alfil · d8 negres dama · f8 negres alfil · g8 negres cavall · h8 negres torre · a7 negres peó · b7 negres peó · c7 negres peó · g7 negres peó · g6 negres rei · h6 negres peó · d5 blanques alfil · e5 blanques dama · e4 blanques peó · h4 blanques peó · a2 blanques peó · b2 blanques peó · c2 blanques peó · d2 blanques peó · f2 blanques peó · g2 blanques peó · a1 blanques torre · b1 blanques cavall · c1 blanques alfil · e1 blanques rei · h1 blanques torre | a8 negres torre · b8 negres cavall · c8 negres alfil · d8 negres dama · f8 negres alfil · g8 negres cavall · h8 negres torre · a7 negres peó · b7 negres peó · c7 negres peó · g7 negres peó · g6 negres rei · h6 negres peó · d5 blanques alfil · e5 blanques dama · e4 blanques peó · h4 blanques peó · a2 blanques peó · b2 blanques peó · c2 blanques peó · d2 blanques peó · f2 blanques peó · g2 blanques peó · a1 blanques torre · b1 blanques cavall · c1 blanques alfil · e1 blanques rei · h1 blanques torre | a8 negres torre · b8 negres cavall · c8 negres alfil · d8 negres dama · f8 negres alfil · g8 negres cavall · h8 negres torre · a7 negres peó · b7 negres peó · c7 negres peó · g7 negres peó · g6 negres rei · h6 negres peó · d5 blanques alfil · e5 blanques dama · e4 blanques peó · h4 blanques peó · a2 blanques peó · b2 blanques peó · c2 blanques peó · d2 blanques peó · f2 blanques peó · g2 blanques peó · a1 blanques torre · b1 blanques cavall · c1 blanques alfil · e1 blanques rei · h1 blanques torre | a8 negres torre · b8 negres cavall · c8 negres alfil · d8 negres dama · f8 negres alfil · g8 negres cavall · h8 negres torre · a7 negres peó · b7 negres peó · c7 negres peó · g7 negres peó · g6 negres rei · h6 negres peó · d5 blanques alfil · e5 blanques dama · e4 blanques peó · h4 blanques peó · a2 blanques peó · b2 blanques peó · c2 blanques peó · d2 blanques peó · f2 blanques peó · g2 blanques peó · a1 blanques torre · b1 blanques cavall · c1 blanques alfil · e1 blanques rei · h1 blanques torre | a8 negres torre · b8 negres cavall · c8 negres alfil · d8 negres dama · f8 negres alfil · g8 negres cavall · h8 negres torre · a7 negres peó · b7 negres peó · c7 negres peó · g7 negres peó · g6 negres rei · h6 negres peó · d5 blanques alfil · e5 blanques dama · e4 blanques peó · h4 blanques peó · a2 blanques peó · b2 blanques peó · c2 blanques peó · d2 blanques peó · f2 blanques peó · g2 blanques peó · a1 blanques torre · b1 blanques cavall · c1 blanques alfil · e1 blanques rei · h1 blanques torre | a8 negres torre · b8 negres cavall · c8 negres alfil · d8 negres dama · f8 negres alfil · g8 negres cavall · h8 negres torre · a7 negres peó · b7 negres peó · c7 negres peó · g7 negres peó · g6 negres rei · h6 negres peó · d5 blanques alfil · e5 blanques dama · e4 blanques peó · h4 blanques peó · a2 blanques peó · b2 blanques peó · c2 blanques peó · d2 blanques peó · f2 blanques peó · g2 blanques peó · a1 blanques torre · b1 blanques cavall · c1 blanques alfil · e1 blanques rei · h1 blanques torre | a8 negres torre · b8 negres cavall · c8 negres alfil · d8 negres dama · f8 negres alfil · g8 negres cavall · h8 negres torre · a7 negres peó · b7 negres peó · c7 negres peó · g7 negres peó · g6 negres rei · h6 negres peó · d5 blanques alfil · e5 blanques dama · e4 blanques peó · h4 blanques peó · a2 blanques peó · b2 blanques peó · c2 blanques peó · d2 blanques peó · f2 blanques peó · g2 blanques peó · a1 blanques torre · b1 blanques cavall · c1 blanques alfil · e1 blanques rei · h1 blanques torre | a8 negres torre · b8 negres cavall · c8 negres alfil · d8 negres dama · f8 negres alfil · g8 negres cavall · h8 negres torre · a7 negres peó · b7 negres peó · c7 negres peó · g7 negres peó · g6 negres rei · h6 negres peó · d5 blanques alfil · e5 blanques dama · e4 blanques peó · h4 blanques peó · a2 blanques peó · b2 blanques peó · c2 blanques peó · d2 blanques peó · f2 blanques peó · g2 blanques peó · a1 blanques torre · b1 blanques cavall · c1 blanques alfil · e1 blanques rei · h1 blanques torre | 1 |
|   | a | b | c | d | e | f | g | h |   |

De tota manera, és més forçat el sacrifici de cavall 3.Cxe5! Prendre el cavall amb 3...fxe5? exposa el bàndol negre a un atac mortífer després de 4.Dh5+ Re7 (4...g6 perd per 5.Dxe5+, enforquillant el rei i la torre) 5.Dxe5+ Rf7 6.Ac4+ d5! (6...Rg6?? 7.Df5+ és devastadora i condueix al mat poc després) 7.Axd5+ Rg6 8.h4 (8.d4? Ad6!) h5 (per 8...h6, vegeu el diagrama) 9.Axb7! Ad6 (9...Axb7 10.Df5+ Rh6 11.d4+ g5 12.Df7! i mat) 10.Da5!, quan la millor de les negres és 10...Cc6 11.Axc6 Tb8, i ara les blanques quedaran amb diversos peons de més. Bruce Pandolfini remarca que l'obertura negra ha estat descrita de vegades com a «el gambit dels cinc peons». Alternativament, les blanques poden continuar desenvolupant les seves peces, quedant-se amb quatre peons de més. En qualsevol cas, les blanques tenen una posició clarament guanyadora.
Com que capturar el cavall és fatal, després de 3.Cxe5 les negres haurien d'intentar 3...De7! (D'altres tercers moviments de les negres, com ara 3...d5, provoquen 4. Dh5+! g6 5. Cxg6!) Després de 4.Cf3 (4.Dh5+? g6 5.Cxg6 Dxe4+ 6.Ae2 Dxg6 deixa el negre amb peça de més per dos peons) Dxe4+ 5.Ae2, les negres han recuperat el peó, però han perdut temps i afeblit el seu flanc de rei, i perdran més temps quan les blanques persegueixin la dama amb Cc3, o 0-0, Te1, i un moviment de l'alfil a e2. Nick de Firmian a Modern Chess Openings analitza 4...d5 5.d3 dxe4 6.dxe4, quan les blanques varen quedar amb un petit avantatge, a Schiffers-Txigorin, St. Petersburg 1897.
El fet que les negres només puguin recuperar el peó amb 3...De7! mostra que 2...f6? no defensa realment el peó d'e en absolut. Fins i tot un moviment relativament inútil com ara 2...a6?! és menys arriscat que 2...f6?. Després de 2...a6?! 3.Cxe5, les negres poden encara recuperar el peó amb 3...De7 4.d4 d6, sense afeblir el seu flanc de rei o privar el cavall de la seva millor casella.

## Història
|   | a | b | c | d | e | f | g | h |   |
| 8 | a8 negres torre · e8 negres rei · f8 negres alfil · g8 negres cavall · h8 negres torre · a7 negres peó · b7 negres peó · c7 negres peó · d7 negres alfil · g7 negres peó · h7 negres peó · c6 negres cavall · f6 negres peó · g6 negres dama · e5 blanques cavall · c3 blanques cavall · a2 blanques peó · b2 blanques peó · c2 blanques peó · e2 blanques alfil · f2 blanques peó · g2 blanques peó · h2 blanques peó · a1 blanques torre · c1 blanques alfil · d1 blanques dama · f1 blanques torre · g1 blanques rei | a8 negres torre · e8 negres rei · f8 negres alfil · g8 negres cavall · h8 negres torre · a7 negres peó · b7 negres peó · c7 negres peó · d7 negres alfil · g7 negres peó · h7 negres peó · c6 negres cavall · f6 negres peó · g6 negres dama · e5 blanques cavall · c3 blanques cavall · a2 blanques peó · b2 blanques peó · c2 blanques peó · e2 blanques alfil · f2 blanques peó · g2 blanques peó · h2 blanques peó · a1 blanques torre · c1 blanques alfil · d1 blanques dama · f1 blanques torre · g1 blanques rei | a8 negres torre · e8 negres rei · f8 negres alfil · g8 negres cavall · h8 negres torre · a7 negres peó · b7 negres peó · c7 negres peó · d7 negres alfil · g7 negres peó · h7 negres peó · c6 negres cavall · f6 negres peó · g6 negres dama · e5 blanques cavall · c3 blanques cavall · a2 blanques peó · b2 blanques peó · c2 blanques peó · e2 blanques alfil · f2 blanques peó · g2 blanques peó · h2 blanques peó · a1 blanques torre · c1 blanques alfil · d1 blanques dama · f1 blanques torre · g1 blanques rei | a8 negres torre · e8 negres rei · f8 negres alfil · g8 negres cavall · h8 negres torre · a7 negres peó · b7 negres peó · c7 negres peó · d7 negres alfil · g7 negres peó · h7 negres peó · c6 negres cavall · f6 negres peó · g6 negres dama · e5 blanques cavall · c3 blanques cavall · a2 blanques peó · b2 blanques peó · c2 blanques peó · e2 blanques alfil · f2 blanques peó · g2 blanques peó · h2 blanques peó · a1 blanques torre · c1 blanques alfil · d1 blanques dama · f1 blanques torre · g1 blanques rei | a8 negres torre · e8 negres rei · f8 negres alfil · g8 negres cavall · h8 negres torre · a7 negres peó · b7 negres peó · c7 negres peó · d7 negres alfil · g7 negres peó · h7 negres peó · c6 negres cavall · f6 negres peó · g6 negres dama · e5 blanques cavall · c3 blanques cavall · a2 blanques peó · b2 blanques peó · c2 blanques peó · e2 blanques alfil · f2 blanques peó · g2 blanques peó · h2 blanques peó · a1 blanques torre · c1 blanques alfil · d1 blanques dama · f1 blanques torre · g1 blanques rei | a8 negres torre · e8 negres rei · f8 negres alfil · g8 negres cavall · h8 negres torre · a7 negres peó · b7 negres peó · c7 negres peó · d7 negres alfil · g7 negres peó · h7 negres peó · c6 negres cavall · f6 negres peó · g6 negres dama · e5 blanques cavall · c3 blanques cavall · a2 blanques peó · b2 blanques peó · c2 blanques peó · e2 blanques alfil · f2 blanques peó · g2 blanques peó · h2 blanques peó · a1 blanques torre · c1 blanques alfil · d1 blanques dama · f1 blanques torre · g1 blanques rei | a8 negres torre · e8 negres rei · f8 negres alfil · g8 negres cavall · h8 negres torre · a7 negres peó · b7 negres peó · c7 negres peó · d7 negres alfil · g7 negres peó · h7 negres peó · c6 negres cavall · f6 negres peó · g6 negres dama · e5 blanques cavall · c3 blanques cavall · a2 blanques peó · b2 blanques peó · c2 blanques peó · e2 blanques alfil · f2 blanques peó · g2 blanques peó · h2 blanques peó · a1 blanques torre · c1 blanques alfil · d1 blanques dama · f1 blanques torre · g1 blanques rei | a8 negres torre · e8 negres rei · f8 negres alfil · g8 negres cavall · h8 negres torre · a7 negres peó · b7 negres peó · c7 negres peó · d7 negres alfil · g7 negres peó · h7 negres peó · c6 negres cavall · f6 negres peó · g6 negres dama · e5 blanques cavall · c3 blanques cavall · a2 blanques peó · b2 blanques peó · c2 blanques peó · e2 blanques alfil · f2 blanques peó · g2 blanques peó · h2 blanques peó · a1 blanques torre · c1 blanques alfil · d1 blanques dama · f1 blanques torre · g1 blanques rei | 8 |
| 7 | a8 negres torre · e8 negres rei · f8 negres alfil · g8 negres cavall · h8 negres torre · a7 negres peó · b7 negres peó · c7 negres peó · d7 negres alfil · g7 negres peó · h7 negres peó · c6 negres cavall · f6 negres peó · g6 negres dama · e5 blanques cavall · c3 blanques cavall · a2 blanques peó · b2 blanques peó · c2 blanques peó · e2 blanques alfil · f2 blanques peó · g2 blanques peó · h2 blanques peó · a1 blanques torre · c1 blanques alfil · d1 blanques dama · f1 blanques torre · g1 blanques rei | a8 negres torre · e8 negres rei · f8 negres alfil · g8 negres cavall · h8 negres torre · a7 negres peó · b7 negres peó · c7 negres peó · d7 negres alfil · g7 negres peó · h7 negres peó · c6 negres cavall · f6 negres peó · g6 negres dama · e5 blanques cavall · c3 blanques cavall · a2 blanques peó · b2 blanques peó · c2 blanques peó · e2 blanques alfil · f2 blanques peó · g2 blanques peó · h2 blanques peó · a1 blanques torre · c1 blanques alfil · d1 blanques dama · f1 blanques torre · g1 blanques rei | a8 negres torre · e8 negres rei · f8 negres alfil · g8 negres cavall · h8 negres torre · a7 negres peó · b7 negres peó · c7 negres peó · d7 negres alfil · g7 negres peó · h7 negres peó · c6 negres cavall · f6 negres peó · g6 negres dama · e5 blanques cavall · c3 blanques cavall · a2 blanques peó · b2 blanques peó · c2 blanques peó · e2 blanques alfil · f2 blanques peó · g2 blanques peó · h2 blanques peó · a1 blanques torre · c1 blanques alfil · d1 blanques dama · f1 blanques torre · g1 blanques rei | a8 negres torre · e8 negres rei · f8 negres alfil · g8 negres cavall · h8 negres torre · a7 negres peó · b7 negres peó · c7 negres peó · d7 negres alfil · g7 negres peó · h7 negres peó · c6 negres cavall · f6 negres peó · g6 negres dama · e5 blanques cavall · c3 blanques cavall · a2 blanques peó · b2 blanques peó · c2 blanques peó · e2 blanques alfil · f2 blanques peó · g2 blanques peó · h2 blanques peó · a1 blanques torre · c1 blanques alfil · d1 blanques dama · f1 blanques torre · g1 blanques rei | a8 negres torre · e8 negres rei · f8 negres alfil · g8 negres cavall · h8 negres torre · a7 negres peó · b7 negres peó · c7 negres peó · d7 negres alfil · g7 negres peó · h7 negres peó · c6 negres cavall · f6 negres peó · g6 negres dama · e5 blanques cavall · c3 blanques cavall · a2 blanques peó · b2 blanques peó · c2 blanques peó · e2 blanques alfil · f2 blanques peó · g2 blanques peó · h2 blanques peó · a1 blanques torre · c1 blanques alfil · d1 blanques dama · f1 blanques torre · g1 blanques rei | a8 negres torre · e8 negres rei · f8 negres alfil · g8 negres cavall · h8 negres torre · a7 negres peó · b7 negres peó · c7 negres peó · d7 negres alfil · g7 negres peó · h7 negres peó · c6 negres cavall · f6 negres peó · g6 negres dama · e5 blanques cavall · c3 blanques cavall · a2 blanques peó · b2 blanques peó · c2 blanques peó · e2 blanques alfil · f2 blanques peó · g2 blanques peó · h2 blanques peó · a1 blanques torre · c1 blanques alfil · d1 blanques dama · f1 blanques torre · g1 blanques rei | a8 negres torre · e8 negres rei · f8 negres alfil · g8 negres cavall · h8 negres torre · a7 negres peó · b7 negres peó · c7 negres peó · d7 negres alfil · g7 negres peó · h7 negres peó · c6 negres cavall · f6 negres peó · g6 negres dama · e5 blanques cavall · c3 blanques cavall · a2 blanques peó · b2 blanques peó · c2 blanques peó · e2 blanques alfil · f2 blanques peó · g2 blanques peó · h2 blanques peó · a1 blanques torre · c1 blanques alfil · d1 blanques dama · f1 blanques torre · g1 blanques rei | a8 negres torre · e8 negres rei · f8 negres alfil · g8 negres cavall · h8 negres torre · a7 negres peó · b7 negres peó · c7 negres peó · d7 negres alfil · g7 negres peó · h7 negres peó · c6 negres cavall · f6 negres peó · g6 negres dama · e5 blanques cavall · c3 blanques cavall · a2 blanques peó · b2 blanques peó · c2 blanques peó · e2 blanques alfil · f2 blanques peó · g2 blanques peó · h2 blanques peó · a1 blanques torre · c1 blanques alfil · d1 blanques dama · f1 blanques torre · g1 blanques rei | 7 |
| 6 | a8 negres torre · e8 negres rei · f8 negres alfil · g8 negres cavall · h8 negres torre · a7 negres peó · b7 negres peó · c7 negres peó · d7 negres alfil · g7 negres peó · h7 negres peó · c6 negres cavall · f6 negres peó · g6 negres dama · e5 blanques cavall · c3 blanques cavall · a2 blanques peó · b2 blanques peó · c2 blanques peó · e2 blanques alfil · f2 blanques peó · g2 blanques peó · h2 blanques peó · a1 blanques torre · c1 blanques alfil · d1 blanques dama · f1 blanques torre · g1 blanques rei | a8 negres torre · e8 negres rei · f8 negres alfil · g8 negres cavall · h8 negres torre · a7 negres peó · b7 negres peó · c7 negres peó · d7 negres alfil · g7 negres peó · h7 negres peó · c6 negres cavall · f6 negres peó · g6 negres dama · e5 blanques cavall · c3 blanques cavall · a2 blanques peó · b2 blanques peó · c2 blanques peó · e2 blanques alfil · f2 blanques peó · g2 blanques peó · h2 blanques peó · a1 blanques torre · c1 blanques alfil · d1 blanques dama · f1 blanques torre · g1 blanques rei | a8 negres torre · e8 negres rei · f8 negres alfil · g8 negres cavall · h8 negres torre · a7 negres peó · b7 negres peó · c7 negres peó · d7 negres alfil · g7 negres peó · h7 negres peó · c6 negres cavall · f6 negres peó · g6 negres dama · e5 blanques cavall · c3 blanques cavall · a2 blanques peó · b2 blanques peó · c2 blanques peó · e2 blanques alfil · f2 blanques peó · g2 blanques peó · h2 blanques peó · a1 blanques torre · c1 blanques alfil · d1 blanques dama · f1 blanques torre · g1 blanques rei | a8 negres torre · e8 negres rei · f8 negres alfil · g8 negres cavall · h8 negres torre · a7 negres peó · b7 negres peó · c7 negres peó · d7 negres alfil · g7 negres peó · h7 negres peó · c6 negres cavall · f6 negres peó · g6 negres dama · e5 blanques cavall · c3 blanques cavall · a2 blanques peó · b2 blanques peó · c2 blanques peó · e2 blanques alfil · f2 blanques peó · g2 blanques peó · h2 blanques peó · a1 blanques torre · c1 blanques alfil · d1 blanques dama · f1 blanques torre · g1 blanques rei | a8 negres torre · e8 negres rei · f8 negres alfil · g8 negres cavall · h8 negres torre · a7 negres peó · b7 negres peó · c7 negres peó · d7 negres alfil · g7 negres peó · h7 negres peó · c6 negres cavall · f6 negres peó · g6 negres dama · e5 blanques cavall · c3 blanques cavall · a2 blanques peó · b2 blanques peó · c2 blanques peó · e2 blanques alfil · f2 blanques peó · g2 blanques peó · h2 blanques peó · a1 blanques torre · c1 blanques alfil · d1 blanques dama · f1 blanques torre · g1 blanques rei | a8 negres torre · e8 negres rei · f8 negres alfil · g8 negres cavall · h8 negres torre · a7 negres peó · b7 negres peó · c7 negres peó · d7 negres alfil · g7 negres peó · h7 negres peó · c6 negres cavall · f6 negres peó · g6 negres dama · e5 blanques cavall · c3 blanques cavall · a2 blanques peó · b2 blanques peó · c2 blanques peó · e2 blanques alfil · f2 blanques peó · g2 blanques peó · h2 blanques peó · a1 blanques torre · c1 blanques alfil · d1 blanques dama · f1 blanques torre · g1 blanques rei | a8 negres torre · e8 negres rei · f8 negres alfil · g8 negres cavall · h8 negres torre · a7 negres peó · b7 negres peó · c7 negres peó · d7 negres alfil · g7 negres peó · h7 negres peó · c6 negres cavall · f6 negres peó · g6 negres dama · e5 blanques cavall · c3 blanques cavall · a2 blanques peó · b2 blanques peó · c2 blanques peó · e2 blanques alfil · f2 blanques peó · g2 blanques peó · h2 blanques peó · a1 blanques torre · c1 blanques alfil · d1 blanques dama · f1 blanques torre · g1 blanques rei | a8 negres torre · e8 negres rei · f8 negres alfil · g8 negres cavall · h8 negres torre · a7 negres peó · b7 negres peó · c7 negres peó · d7 negres alfil · g7 negres peó · h7 negres peó · c6 negres cavall · f6 negres peó · g6 negres dama · e5 blanques cavall · c3 blanques cavall · a2 blanques peó · b2 blanques peó · c2 blanques peó · e2 blanques alfil · f2 blanques peó · g2 blanques peó · h2 blanques peó · a1 blanques torre · c1 blanques alfil · d1 blanques dama · f1 blanques torre · g1 blanques rei | 6 |
| 5 | a8 negres torre · e8 negres rei · f8 negres alfil · g8 negres cavall · h8 negres torre · a7 negres peó · b7 negres peó · c7 negres peó · d7 negres alfil · g7 negres peó · h7 negres peó · c6 negres cavall · f6 negres peó · g6 negres dama · e5 blanques cavall · c3 blanques cavall · a2 blanques peó · b2 blanques peó · c2 blanques peó · e2 blanques alfil · f2 blanques peó · g2 blanques peó · h2 blanques peó · a1 blanques torre · c1 blanques alfil · d1 blanques dama · f1 blanques torre · g1 blanques rei | a8 negres torre · e8 negres rei · f8 negres alfil · g8 negres cavall · h8 negres torre · a7 negres peó · b7 negres peó · c7 negres peó · d7 negres alfil · g7 negres peó · h7 negres peó · c6 negres cavall · f6 negres peó · g6 negres dama · e5 blanques cavall · c3 blanques cavall · a2 blanques peó · b2 blanques peó · c2 blanques peó · e2 blanques alfil · f2 blanques peó · g2 blanques peó · h2 blanques peó · a1 blanques torre · c1 blanques alfil · d1 blanques dama · f1 blanques torre · g1 blanques rei | a8 negres torre · e8 negres rei · f8 negres alfil · g8 negres cavall · h8 negres torre · a7 negres peó · b7 negres peó · c7 negres peó · d7 negres alfil · g7 negres peó · h7 negres peó · c6 negres cavall · f6 negres peó · g6 negres dama · e5 blanques cavall · c3 blanques cavall · a2 blanques peó · b2 blanques peó · c2 blanques peó · e2 blanques alfil · f2 blanques peó · g2 blanques peó · h2 blanques peó · a1 blanques torre · c1 blanques alfil · d1 blanques dama · f1 blanques torre · g1 blanques rei | a8 negres torre · e8 negres rei · f8 negres alfil · g8 negres cavall · h8 negres torre · a7 negres peó · b7 negres peó · c7 negres peó · d7 negres alfil · g7 negres peó · h7 negres peó · c6 negres cavall · f6 negres peó · g6 negres dama · e5 blanques cavall · c3 blanques cavall · a2 blanques peó · b2 blanques peó · c2 blanques peó · e2 blanques alfil · f2 blanques peó · g2 blanques peó · h2 blanques peó · a1 blanques torre · c1 blanques alfil · d1 blanques dama · f1 blanques torre · g1 blanques rei | a8 negres torre · e8 negres rei · f8 negres alfil · g8 negres cavall · h8 negres torre · a7 negres peó · b7 negres peó · c7 negres peó · d7 negres alfil · g7 negres peó · h7 negres peó · c6 negres cavall · f6 negres peó · g6 negres dama · e5 blanques cavall · c3 blanques cavall · a2 blanques peó · b2 blanques peó · c2 blanques peó · e2 blanques alfil · f2 blanques peó · g2 blanques peó · h2 blanques peó · a1 blanques torre · c1 blanques alfil · d1 blanques dama · f1 blanques torre · g1 blanques rei | a8 negres torre · e8 negres rei · f8 negres alfil · g8 negres cavall · h8 negres torre · a7 negres peó · b7 negres peó · c7 negres peó · d7 negres alfil · g7 negres peó · h7 negres peó · c6 negres cavall · f6 negres peó · g6 negres dama · e5 blanques cavall · c3 blanques cavall · a2 blanques peó · b2 blanques peó · c2 blanques peó · e2 blanques alfil · f2 blanques peó · g2 blanques peó · h2 blanques peó · a1 blanques torre · c1 blanques alfil · d1 blanques dama · f1 blanques torre · g1 blanques rei | a8 negres torre · e8 negres rei · f8 negres alfil · g8 negres cavall · h8 negres torre · a7 negres peó · b7 negres peó · c7 negres peó · d7 negres alfil · g7 negres peó · h7 negres peó · c6 negres cavall · f6 negres peó · g6 negres dama · e5 blanques cavall · c3 blanques cavall · a2 blanques peó · b2 blanques peó · c2 blanques peó · e2 blanques alfil · f2 blanques peó · g2 blanques peó · h2 blanques peó · a1 blanques torre · c1 blanques alfil · d1 blanques dama · f1 blanques torre · g1 blanques rei | a8 negres torre · e8 negres rei · f8 negres alfil · g8 negres cavall · h8 negres torre · a7 negres peó · b7 negres peó · c7 negres peó · d7 negres alfil · g7 negres peó · h7 negres peó · c6 negres cavall · f6 negres peó · g6 negres dama · e5 blanques cavall · c3 blanques cavall · a2 blanques peó · b2 blanques peó · c2 blanques peó · e2 blanques alfil · f2 blanques peó · g2 blanques peó · h2 blanques peó · a1 blanques torre · c1 blanques alfil · d1 blanques dama · f1 blanques torre · g1 blanques rei | 5 |
| 4 | a8 negres torre · e8 negres rei · f8 negres alfil · g8 negres cavall · h8 negres torre · a7 negres peó · b7 negres peó · c7 negres peó · d7 negres alfil · g7 negres peó · h7 negres peó · c6 negres cavall · f6 negres peó · g6 negres dama · e5 blanques cavall · c3 blanques cavall · a2 blanques peó · b2 blanques peó · c2 blanques peó · e2 blanques alfil · f2 blanques peó · g2 blanques peó · h2 blanques peó · a1 blanques torre · c1 blanques alfil · d1 blanques dama · f1 blanques torre · g1 blanques rei | a8 negres torre · e8 negres rei · f8 negres alfil · g8 negres cavall · h8 negres torre · a7 negres peó · b7 negres peó · c7 negres peó · d7 negres alfil · g7 negres peó · h7 negres peó · c6 negres cavall · f6 negres peó · g6 negres dama · e5 blanques cavall · c3 blanques cavall · a2 blanques peó · b2 blanques peó · c2 blanques peó · e2 blanques alfil · f2 blanques peó · g2 blanques peó · h2 blanques peó · a1 blanques torre · c1 blanques alfil · d1 blanques dama · f1 blanques torre · g1 blanques rei | a8 negres torre · e8 negres rei · f8 negres alfil · g8 negres cavall · h8 negres torre · a7 negres peó · b7 negres peó · c7 negres peó · d7 negres alfil · g7 negres peó · h7 negres peó · c6 negres cavall · f6 negres peó · g6 negres dama · e5 blanques cavall · c3 blanques cavall · a2 blanques peó · b2 blanques peó · c2 blanques peó · e2 blanques alfil · f2 blanques peó · g2 blanques peó · h2 blanques peó · a1 blanques torre · c1 blanques alfil · d1 blanques dama · f1 blanques torre · g1 blanques rei | a8 negres torre · e8 negres rei · f8 negres alfil · g8 negres cavall · h8 negres torre · a7 negres peó · b7 negres peó · c7 negres peó · d7 negres alfil · g7 negres peó · h7 negres peó · c6 negres cavall · f6 negres peó · g6 negres dama · e5 blanques cavall · c3 blanques cavall · a2 blanques peó · b2 blanques peó · c2 blanques peó · e2 blanques alfil · f2 blanques peó · g2 blanques peó · h2 blanques peó · a1 blanques torre · c1 blanques alfil · d1 blanques dama · f1 blanques torre · g1 blanques rei | a8 negres torre · e8 negres rei · f8 negres alfil · g8 negres cavall · h8 negres torre · a7 negres peó · b7 negres peó · c7 negres peó · d7 negres alfil · g7 negres peó · h7 negres peó · c6 negres cavall · f6 negres peó · g6 negres dama · e5 blanques cavall · c3 blanques cavall · a2 blanques peó · b2 blanques peó · c2 blanques peó · e2 blanques alfil · f2 blanques peó · g2 blanques peó · h2 blanques peó · a1 blanques torre · c1 blanques alfil · d1 blanques dama · f1 blanques torre · g1 blanques rei | a8 negres torre · e8 negres rei · f8 negres alfil · g8 negres cavall · h8 negres torre · a7 negres peó · b7 negres peó · c7 negres peó · d7 negres alfil · g7 negres peó · h7 negres peó · c6 negres cavall · f6 negres peó · g6 negres dama · e5 blanques cavall · c3 blanques cavall · a2 blanques peó · b2 blanques peó · c2 blanques peó · e2 blanques alfil · f2 blanques peó · g2 blanques peó · h2 blanques peó · a1 blanques torre · c1 blanques alfil · d1 blanques dama · f1 blanques torre · g1 blanques rei | a8 negres torre · e8 negres rei · f8 negres alfil · g8 negres cavall · h8 negres torre · a7 negres peó · b7 negres peó · c7 negres peó · d7 negres alfil · g7 negres peó · h7 negres peó · c6 negres cavall · f6 negres peó · g6 negres dama · e5 blanques cavall · c3 blanques cavall · a2 blanques peó · b2 blanques peó · c2 blanques peó · e2 blanques alfil · f2 blanques peó · g2 blanques peó · h2 blanques peó · a1 blanques torre · c1 blanques alfil · d1 blanques dama · f1 blanques torre · g1 blanques rei | a8 negres torre · e8 negres rei · f8 negres alfil · g8 negres cavall · h8 negres torre · a7 negres peó · b7 negres peó · c7 negres peó · d7 negres alfil · g7 negres peó · h7 negres peó · c6 negres cavall · f6 negres peó · g6 negres dama · e5 blanques cavall · c3 blanques cavall · a2 blanques peó · b2 blanques peó · c2 blanques peó · e2 blanques alfil · f2 blanques peó · g2 blanques peó · h2 blanques peó · a1 blanques torre · c1 blanques alfil · d1 blanques dama · f1 blanques torre · g1 blanques rei | 4 |
| 3 | a8 negres torre · e8 negres rei · f8 negres alfil · g8 negres cavall · h8 negres torre · a7 negres peó · b7 negres peó · c7 negres peó · d7 negres alfil · g7 negres peó · h7 negres peó · c6 negres cavall · f6 negres peó · g6 negres dama · e5 blanques cavall · c3 blanques cavall · a2 blanques peó · b2 blanques peó · c2 blanques peó · e2 blanques alfil · f2 blanques peó · g2 blanques peó · h2 blanques peó · a1 blanques torre · c1 blanques alfil · d1 blanques dama · f1 blanques torre · g1 blanques rei | a8 negres torre · e8 negres rei · f8 negres alfil · g8 negres cavall · h8 negres torre · a7 negres peó · b7 negres peó · c7 negres peó · d7 negres alfil · g7 negres peó · h7 negres peó · c6 negres cavall · f6 negres peó · g6 negres dama · e5 blanques cavall · c3 blanques cavall · a2 blanques peó · b2 blanques peó · c2 blanques peó · e2 blanques alfil · f2 blanques peó · g2 blanques peó · h2 blanques peó · a1 blanques torre · c1 blanques alfil · d1 blanques dama · f1 blanques torre · g1 blanques rei | a8 negres torre · e8 negres rei · f8 negres alfil · g8 negres cavall · h8 negres torre · a7 negres peó · b7 negres peó · c7 negres peó · d7 negres alfil · g7 negres peó · h7 negres peó · c6 negres cavall · f6 negres peó · g6 negres dama · e5 blanques cavall · c3 blanques cavall · a2 blanques peó · b2 blanques peó · c2 blanques peó · e2 blanques alfil · f2 blanques peó · g2 blanques peó · h2 blanques peó · a1 blanques torre · c1 blanques alfil · d1 blanques dama · f1 blanques torre · g1 blanques rei | a8 negres torre · e8 negres rei · f8 negres alfil · g8 negres cavall · h8 negres torre · a7 negres peó · b7 negres peó · c7 negres peó · d7 negres alfil · g7 negres peó · h7 negres peó · c6 negres cavall · f6 negres peó · g6 negres dama · e5 blanques cavall · c3 blanques cavall · a2 blanques peó · b2 blanques peó · c2 blanques peó · e2 blanques alfil · f2 blanques peó · g2 blanques peó · h2 blanques peó · a1 blanques torre · c1 blanques alfil · d1 blanques dama · f1 blanques torre · g1 blanques rei | a8 negres torre · e8 negres rei · f8 negres alfil · g8 negres cavall · h8 negres torre · a7 negres peó · b7 negres peó · c7 negres peó · d7 negres alfil · g7 negres peó · h7 negres peó · c6 negres cavall · f6 negres peó · g6 negres dama · e5 blanques cavall · c3 blanques cavall · a2 blanques peó · b2 blanques peó · c2 blanques peó · e2 blanques alfil · f2 blanques peó · g2 blanques peó · h2 blanques peó · a1 blanques torre · c1 blanques alfil · d1 blanques dama · f1 blanques torre · g1 blanques rei | a8 negres torre · e8 negres rei · f8 negres alfil · g8 negres cavall · h8 negres torre · a7 negres peó · b7 negres peó · c7 negres peó · d7 negres alfil · g7 negres peó · h7 negres peó · c6 negres cavall · f6 negres peó · g6 negres dama · e5 blanques cavall · c3 blanques cavall · a2 blanques peó · b2 blanques peó · c2 blanques peó · e2 blanques alfil · f2 blanques peó · g2 blanques peó · h2 blanques peó · a1 blanques torre · c1 blanques alfil · d1 blanques dama · f1 blanques torre · g1 blanques rei | a8 negres torre · e8 negres rei · f8 negres alfil · g8 negres cavall · h8 negres torre · a7 negres peó · b7 negres peó · c7 negres peó · d7 negres alfil · g7 negres peó · h7 negres peó · c6 negres cavall · f6 negres peó · g6 negres dama · e5 blanques cavall · c3 blanques cavall · a2 blanques peó · b2 blanques peó · c2 blanques peó · e2 blanques alfil · f2 blanques peó · g2 blanques peó · h2 blanques peó · a1 blanques torre · c1 blanques alfil · d1 blanques dama · f1 blanques torre · g1 blanques rei | a8 negres torre · e8 negres rei · f8 negres alfil · g8 negres cavall · h8 negres torre · a7 negres peó · b7 negres peó · c7 negres peó · d7 negres alfil · g7 negres peó · h7 negres peó · c6 negres cavall · f6 negres peó · g6 negres dama · e5 blanques cavall · c3 blanques cavall · a2 blanques peó · b2 blanques peó · c2 blanques peó · e2 blanques alfil · f2 blanques peó · g2 blanques peó · h2 blanques peó · a1 blanques torre · c1 blanques alfil · d1 blanques dama · f1 blanques torre · g1 blanques rei | 3 |
| 2 | a8 negres torre · e8 negres rei · f8 negres alfil · g8 negres cavall · h8 negres torre · a7 negres peó · b7 negres peó · c7 negres peó · d7 negres alfil · g7 negres peó · h7 negres peó · c6 negres cavall · f6 negres peó · g6 negres dama · e5 blanques cavall · c3 blanques cavall · a2 blanques peó · b2 blanques peó · c2 blanques peó · e2 blanques alfil · f2 blanques peó · g2 blanques peó · h2 blanques peó · a1 blanques torre · c1 blanques alfil · d1 blanques dama · f1 blanques torre · g1 blanques rei | a8 negres torre · e8 negres rei · f8 negres alfil · g8 negres cavall · h8 negres torre · a7 negres peó · b7 negres peó · c7 negres peó · d7 negres alfil · g7 negres peó · h7 negres peó · c6 negres cavall · f6 negres peó · g6 negres dama · e5 blanques cavall · c3 blanques cavall · a2 blanques peó · b2 blanques peó · c2 blanques peó · e2 blanques alfil · f2 blanques peó · g2 blanques peó · h2 blanques peó · a1 blanques torre · c1 blanques alfil · d1 blanques dama · f1 blanques torre · g1 blanques rei | a8 negres torre · e8 negres rei · f8 negres alfil · g8 negres cavall · h8 negres torre · a7 negres peó · b7 negres peó · c7 negres peó · d7 negres alfil · g7 negres peó · h7 negres peó · c6 negres cavall · f6 negres peó · g6 negres dama · e5 blanques cavall · c3 blanques cavall · a2 blanques peó · b2 blanques peó · c2 blanques peó · e2 blanques alfil · f2 blanques peó · g2 blanques peó · h2 blanques peó · a1 blanques torre · c1 blanques alfil · d1 blanques dama · f1 blanques torre · g1 blanques rei | a8 negres torre · e8 negres rei · f8 negres alfil · g8 negres cavall · h8 negres torre · a7 negres peó · b7 negres peó · c7 negres peó · d7 negres alfil · g7 negres peó · h7 negres peó · c6 negres cavall · f6 negres peó · g6 negres dama · e5 blanques cavall · c3 blanques cavall · a2 blanques peó · b2 blanques peó · c2 blanques peó · e2 blanques alfil · f2 blanques peó · g2 blanques peó · h2 blanques peó · a1 blanques torre · c1 blanques alfil · d1 blanques dama · f1 blanques torre · g1 blanques rei | a8 negres torre · e8 negres rei · f8 negres alfil · g8 negres cavall · h8 negres torre · a7 negres peó · b7 negres peó · c7 negres peó · d7 negres alfil · g7 negres peó · h7 negres peó · c6 negres cavall · f6 negres peó · g6 negres dama · e5 blanques cavall · c3 blanques cavall · a2 blanques peó · b2 blanques peó · c2 blanques peó · e2 blanques alfil · f2 blanques peó · g2 blanques peó · h2 blanques peó · a1 blanques torre · c1 blanques alfil · d1 blanques dama · f1 blanques torre · g1 blanques rei | a8 negres torre · e8 negres rei · f8 negres alfil · g8 negres cavall · h8 negres torre · a7 negres peó · b7 negres peó · c7 negres peó · d7 negres alfil · g7 negres peó · h7 negres peó · c6 negres cavall · f6 negres peó · g6 negres dama · e5 blanques cavall · c3 blanques cavall · a2 blanques peó · b2 blanques peó · c2 blanques peó · e2 blanques alfil · f2 blanques peó · g2 blanques peó · h2 blanques peó · a1 blanques torre · c1 blanques alfil · d1 blanques dama · f1 blanques torre · g1 blanques rei | a8 negres torre · e8 negres rei · f8 negres alfil · g8 negres cavall · h8 negres torre · a7 negres peó · b7 negres peó · c7 negres peó · d7 negres alfil · g7 negres peó · h7 negres peó · c6 negres cavall · f6 negres peó · g6 negres dama · e5 blanques cavall · c3 blanques cavall · a2 blanques peó · b2 blanques peó · c2 blanques peó · e2 blanques alfil · f2 blanques peó · g2 blanques peó · h2 blanques peó · a1 blanques torre · c1 blanques alfil · d1 blanques dama · f1 blanques torre · g1 blanques rei | a8 negres torre · e8 negres rei · f8 negres alfil · g8 negres cavall · h8 negres torre · a7 negres peó · b7 negres peó · c7 negres peó · d7 negres alfil · g7 negres peó · h7 negres peó · c6 negres cavall · f6 negres peó · g6 negres dama · e5 blanques cavall · c3 blanques cavall · a2 blanques peó · b2 blanques peó · c2 blanques peó · e2 blanques alfil · f2 blanques peó · g2 blanques peó · h2 blanques peó · a1 blanques torre · c1 blanques alfil · d1 blanques dama · f1 blanques torre · g1 blanques rei | 2 |
| 1 | a8 negres torre · e8 negres rei · f8 negres alfil · g8 negres cavall · h8 negres torre · a7 negres peó · b7 negres peó · c7 negres peó · d7 negres alfil · g7 negres peó · h7 negres peó · c6 negres cavall · f6 negres peó · g6 negres dama · e5 blanques cavall · c3 blanques cavall · a2 blanques peó · b2 blanques peó · c2 blanques peó · e2 blanques alfil · f2 blanques peó · g2 blanques peó · h2 blanques peó · a1 blanques torre · c1 blanques alfil · d1 blanques dama · f1 blanques torre · g1 blanques rei | a8 negres torre · e8 negres rei · f8 negres alfil · g8 negres cavall · h8 negres torre · a7 negres peó · b7 negres peó · c7 negres peó · d7 negres alfil · g7 negres peó · h7 negres peó · c6 negres cavall · f6 negres peó · g6 negres dama · e5 blanques cavall · c3 blanques cavall · a2 blanques peó · b2 blanques peó · c2 blanques peó · e2 blanques alfil · f2 blanques peó · g2 blanques peó · h2 blanques peó · a1 blanques torre · c1 blanques alfil · d1 blanques dama · f1 blanques torre · g1 blanques rei | a8 negres torre · e8 negres rei · f8 negres alfil · g8 negres cavall · h8 negres torre · a7 negres peó · b7 negres peó · c7 negres peó · d7 negres alfil · g7 negres peó · h7 negres peó · c6 negres cavall · f6 negres peó · g6 negres dama · e5 blanques cavall · c3 blanques cavall · a2 blanques peó · b2 blanques peó · c2 blanques peó · e2 blanques alfil · f2 blanques peó · g2 blanques peó · h2 blanques peó · a1 blanques torre · c1 blanques alfil · d1 blanques dama · f1 blanques torre · g1 blanques rei | a8 negres torre · e8 negres rei · f8 negres alfil · g8 negres cavall · h8 negres torre · a7 negres peó · b7 negres peó · c7 negres peó · d7 negres alfil · g7 negres peó · h7 negres peó · c6 negres cavall · f6 negres peó · g6 negres dama · e5 blanques cavall · c3 blanques cavall · a2 blanques peó · b2 blanques peó · c2 blanques peó · e2 blanques alfil · f2 blanques peó · g2 blanques peó · h2 blanques peó · a1 blanques torre · c1 blanques alfil · d1 blanques dama · f1 blanques torre · g1 blanques rei | a8 negres torre · e8 negres rei · f8 negres alfil · g8 negres cavall · h8 negres torre · a7 negres peó · b7 negres peó · c7 negres peó · d7 negres alfil · g7 negres peó · h7 negres peó · c6 negres cavall · f6 negres peó · g6 negres dama · e5 blanques cavall · c3 blanques cavall · a2 blanques peó · b2 blanques peó · c2 blanques peó · e2 blanques alfil · f2 blanques peó · g2 blanques peó · h2 blanques peó · a1 blanques torre · c1 blanques alfil · d1 blanques dama · f1 blanques torre · g1 blanques rei | a8 negres torre · e8 negres rei · f8 negres alfil · g8 negres cavall · h8 negres torre · a7 negres peó · b7 negres peó · c7 negres peó · d7 negres alfil · g7 negres peó · h7 negres peó · c6 negres cavall · f6 negres peó · g6 negres dama · e5 blanques cavall · c3 blanques cavall · a2 blanques peó · b2 blanques peó · c2 blanques peó · e2 blanques alfil · f2 blanques peó · g2 blanques peó · h2 blanques peó · a1 blanques torre · c1 blanques alfil · d1 blanques dama · f1 blanques torre · g1 blanques rei | a8 negres torre · e8 negres rei · f8 negres alfil · g8 negres cavall · h8 negres torre · a7 negres peó · b7 negres peó · c7 negres peó · d7 negres alfil · g7 negres peó · h7 negres peó · c6 negres cavall · f6 negres peó · g6 negres dama · e5 blanques cavall · c3 blanques cavall · a2 blanques peó · b2 blanques peó · c2 blanques peó · e2 blanques alfil · f2 blanques peó · g2 blanques peó · h2 blanques peó · a1 blanques torre · c1 blanques alfil · d1 blanques dama · f1 blanques torre · g1 blanques rei | a8 negres torre · e8 negres rei · f8 negres alfil · g8 negres cavall · h8 negres torre · a7 negres peó · b7 negres peó · c7 negres peó · d7 negres alfil · g7 negres peó · h7 negres peó · c6 negres cavall · f6 negres peó · g6 negres dama · e5 blanques cavall · c3 blanques cavall · a2 blanques peó · b2 blanques peó · c2 blanques peó · e2 blanques alfil · f2 blanques peó · g2 blanques peó · h2 blanques peó · a1 blanques torre · c1 blanques alfil · d1 blanques dama · f1 blanques torre · g1 blanques rei | 1 |
|   | a | b | c | d | e | f | g | h |   |

Irònicament, l'obertura rep el nom del mestre portuguès Pedro Damiano (1480–1544), qui la va condemnar per feble. El 1847, Howard Staunton va escriure sobre 2...f6, «Aquest moviment apareix a la vella obra de Damiano, qui en dona diverses variants enginyoses. Ruy López de Segura, i autors posteriors, el van anomenar 'gambit Damiano'.» El contemporani de Staunton George Walker en canvi, més lògicament, va reservar el terme «gambit Damiano» pel sacrifici de cavall que juguen les blanques al tercer moviment: 1.e4 e5 2.Cf3 f6 3.Cxe5. Staunton es referia a 1.e4 e5 2.Cf3 Cc6, una altament respectada defensa llavors i ara, com a «defensa Damiano contra l'obertura de cavall de rei».
La defensa Damiano no es veu gens actualment en partides d'alt nivell. El millor jugador en plantejar la defensa Damiano en una competició seriosa fou Mikhaïl Txigorin, qui tal com és mencionat més amunt, va jugar la línia amb 3...De7 en una partida contra Emmanuel Schiffers a Sant Petersburg el 1897. Txigorin va perdre la dama al desè moviment (vegeu el diagrama), però Schiffers va jugar molt malament a partir de llavors, tant que Txigorin més tard no va veure un brillant mat forçat i només va poder salvar-se quan Schiffers va acceptar les taules en una posició guanyadora. Robert McGregor va jugar la Damiano en una exhibició de simultànies el 1964 contra Bobby Fischer, i va assajar 3...De7 4.Cf3 d5 5.d3 dxe4 6.dxe4 Dxe4+ 7.Ae2 Af5, i va fer taules, però Fischer no va fer les millors jugades.